# Демичев Петро Нилович
Петро Нилович Де́мичев (рос. Пётр Нилович Демичев; 3 січня 1918, селище Пєсочня Калузької губернії, тепер місто Кіров, Калузької області — 10 серпня 2010, село Жайворонки Одинцовського району Московської області, Росія) — радянський державний і партійний діяч. Член Бюро ЦК КПРС по РРФСР (1959—1961). Член ЦК КПРС (1961—1989). Кандидат у члени Президії (Політбюро) ЦК КПРС 16 листопада 1964 — 30 вересня 1988 р. Секретар ЦК КПРС 31 жовтня 1961 — 16 грудня 1974 р. Міністр культури СРСР (1974—1986). Депутат Ради Союзу Верховної Ради СРСР 5—11-го скликань(1959—1989).

## Біографія
Народився 21 грудня 1917 (3 січня 1918) року в родині робітника. Після закінчення школи з 1934 року навчався у Людіновському машинобудівному технікумі. У 1937 році — секретар районного комітету ВЛКСМ у місті Кірові.
З 1937 року служив у Червоній Армії. У 1937—1939 і 1940—1943 роках — студент Військової академії хімічного захисту. З 1939 по 1940 рік служив у танковій бригаді на території Монгольської Народної Республіки.
Член ВКП(б) з 1939 року.
У 1943—1944 роках — студент Московського хіміко-технологічного інституту імені Менделєєва.
У 1944 році закінчив Московський хіміко-технологічний інститут імені Менделєєва, де у 1944—1945 роках працював асистентом.
У 1945—1947 роках — завідувач організаційно-інструкторського відділу, а у 1947—1950 роках — секретар Совєтського районного комітету ВКП(б) міста Москви. У 1950—1952 роках — заступник завідувач відділу пропаганди і агітації Московського міського комітету ВКП(б).
У 1952—1953 роках — помічник 1-го секретаря Московського обласного і міського комітету ВКП(б)-КПРС Микити Хрущова.
У 1953 році закінчив заочно Вищу партійну школу при ЦК КПРС. У ВПШ працював над дисертацією по європейській філософії XIX століття.
У 1953—1956 роках — помічник 1-го секретаря ЦК КПРС Микити Хрущова.
У 1956 — липні 1958 року — секретар Московського обласного комітету КПРС.
У липні 1958 — березні 1959 року — керуючий справами Ради Міністрів СРСР.
2 березня 1959 — 6 липня 1960 року — 1-й секретар Московського обласного комітету КПРС.
6 липня 1960 — 26 листопада 1962 року — 1-й секретар Московського міського комітету КПРС.
31 жовтня 1961 — 16 грудня 1974 року — секретар ЦК КПРС. З 23 листопада 1962 по 1964 рік був головою Бюро ЦК КПРС по хімічній і легкій промисловості. З 1965 року курував питання ідеології, історії і культури. З березня 1965 по 4 травня 1966 був головою Ідеологічної комісії ЦК КПРС.
14 листопада 1974 — 18 червня 1986 року — міністр культури СРСР.
18 червня 1986 — 1 жовтня 1988 року — 1-й заступник Голови Президії Верховної Ради СРСР.
З жовтня 1988 року — персональний пенсіонер союзного значення. Після розпаду СРСР жив на дачі в Підмосков'ї, здаючи свою московську квартиру в оренду.
Помер 10 серпня 2010 року в селі Жайворонки Одинцовського району Московської області. Похований на Знаменському цвинтарі (Московська область, Одинцовський район, сільське поселення Знаменське).

## Нагороди
- чотири ордени Леніна (21.06.1963, 2.01.1968, 2.12.1971, 2.01.1988)
- орден Жовтневої Революції (2.01.1978)
- орден Вітчизняної війни I-го ступеня (23.04.1985)
- орден Трудового Червоного Прапора (30.01.1957)
- медаль «За трудову доблесть» (25.12.1959)
- ювілейна медаль «40 років Перемоги у Великій Вітчизняній війні 1941—1945 рр» (23.04.1985)
- медаль «За зміцнення бойової співдружності» (02.06.1980)